# Górna Macedonia

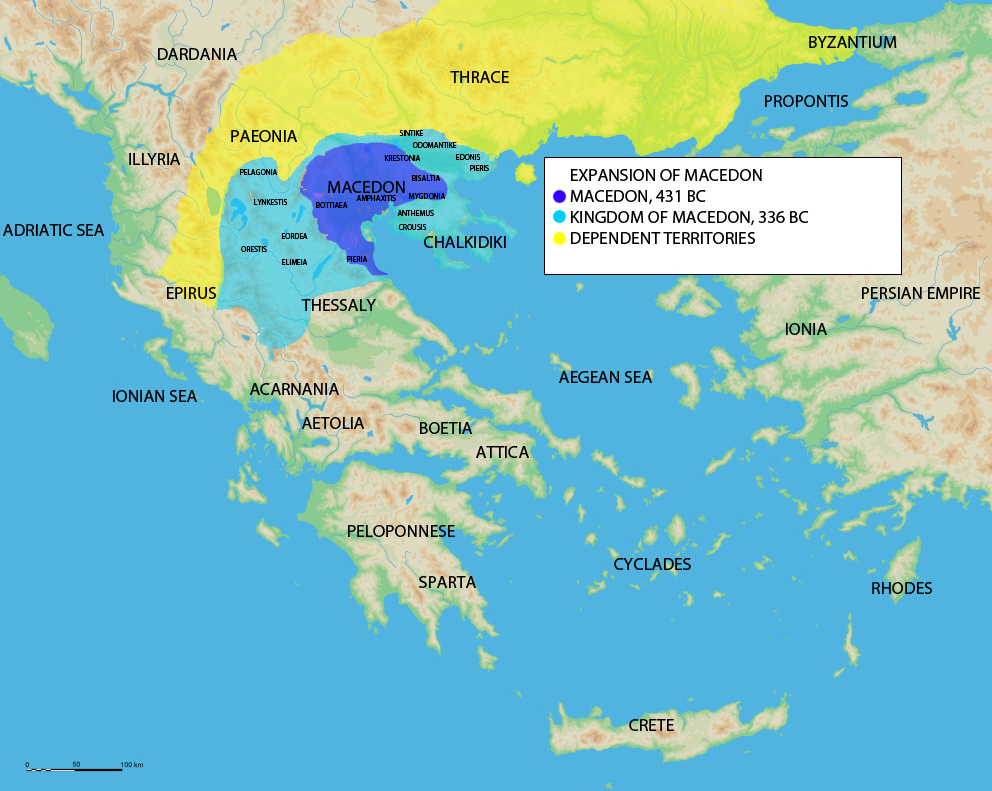
Górna Macedonia w IV w. p.n.e. (lewy niebieski obszar).

Górna Macedonia (gr.: Ἄνω Μακεδονία, Ánō Makedonía) – starożytny górzysty region w środkowo-zachodniej części Macedonii – górskie tereny, położone na zachód od rzeki Aliakmon. 
Plemiona zamieszkujące ten region mówiły zachodnim dialektem języka greckiego. Do V w. p.n.e. znajdowały się na pasterskim etapie rozwoju społecznego. Mieszkali oni w czasowych obozowiskach oraz nie budowali murowanych grobów swym zmarłym. Na terenie górnej Macedonii znajdowały się sześć lokalnych królestw, rządzonych przez lokalne dynastie: Elimei, Tymfai, Orestis, Linkos, Pelagonii i Derriopii. Hekatajos z Miletu, historyk grecki, określił pięć tych górnomacedońskich plemion (Elimeoci, Tymfajowie, Orestowie, Linkestowie i Pelagonowie), jako „związki plemienne Molossów” (Molossika ethnē), ponieważ uznawały one wojskowe przywództwo króla Molossów oraz korzystały z zimowych pastwisk nizin Epiru.
Do górnej Macedonii należała także kraina Eordaja, leżąca w głębi kraju, która została podbita przez Macedonię ok. poł. VI w. p.n.e. Nie była królestwem, bowiem Eordajowie, rdzenni mieszkańcy, zostali wówczas zniszczeni, a ich resztki wyemigrowały do oddalonej części Mygdonii na wschód od rzeki Aksios. Za panowania Filipa II, króla Macedonii, pozostałe krainy górnej Macedonii zostały stopniowo wcielane do jego państwa. Od tego czasu, jej mieszkańcy byli politycznie równi mieszkańcom dolnej Macedonii. Trzy najbardziej znane hellenistyczne dynastie wywodziły się z górnej Macedonii: Lagidzi z Eordai, Seleucydzi z Orestis oraz Antygonidzi z Elimei.